# Visegrád vármegye
Visegrád vármegyét Szent István király hozta létre az államalapítás és a királyi vármegyerendszer megszervezése idején Visegrád központtal. Ekkor a későbbi Pilis vármegye és Pest vármegye területét foglalta magában.
Ránk maradt 1009-ből István oklevele, ami a veszprémi püspökség határleírását tartalmazza. Eszerint ekkor a megye teljes egészében a veszprémi püspökség hatáskörébe tartozott, és rajta kívül még Fejér, Veszprém és Kolon vármegyék. Az is világos, hogy a később főleg Pest vármegyében illetékes váci püspökség ekkor, 1009-ben még nem létezett. Az is kiderül, hogy a megye határától, a Zagyva folyótól keletre már létezett ekkor az egri püspökség.